# Östergötlands läns norra valkrets
Östergötlands läns norra valkrets var vid riksdagsvalen till andra kammaren 1911-1920 en egen valkrets med fyra mandat. Valkretsen avskaffades inför valet 1921 och uppgick i Östergötlands läns valkrets.

## Riksdagsmän

### 1912–första riksmötet 1914
- Edvard Andersson, lmb
- Axel Ekman, lib s
- August Henricson, lib s
- Emil Törnblom, s

### Andra riksmötet 1914
- Edvard Andersson, lmb
- Karl Olof Eriksson, lmb
- Axel Ekman, lib s
- Carl Sjögren, s

### 1915–1917
- Edvard Andersson, lmb
- Axel Ekman, lib s
- Gustaf Johansson, s
- Carl Sjögren, s

### 1918–1920
- Karl Andersson, jfg
- Carl Johan Johansson, lib s
- Gustaf Johansson, s
- Carl Sjögren, s

### 1921
- Theodor af Ekenstam, lmb
- Oscar Jonsson, jfg
- Gustaf Johansson, s
- Carl Sjögren, s